# Collège Sant'Ignazio al Mercato de Naples

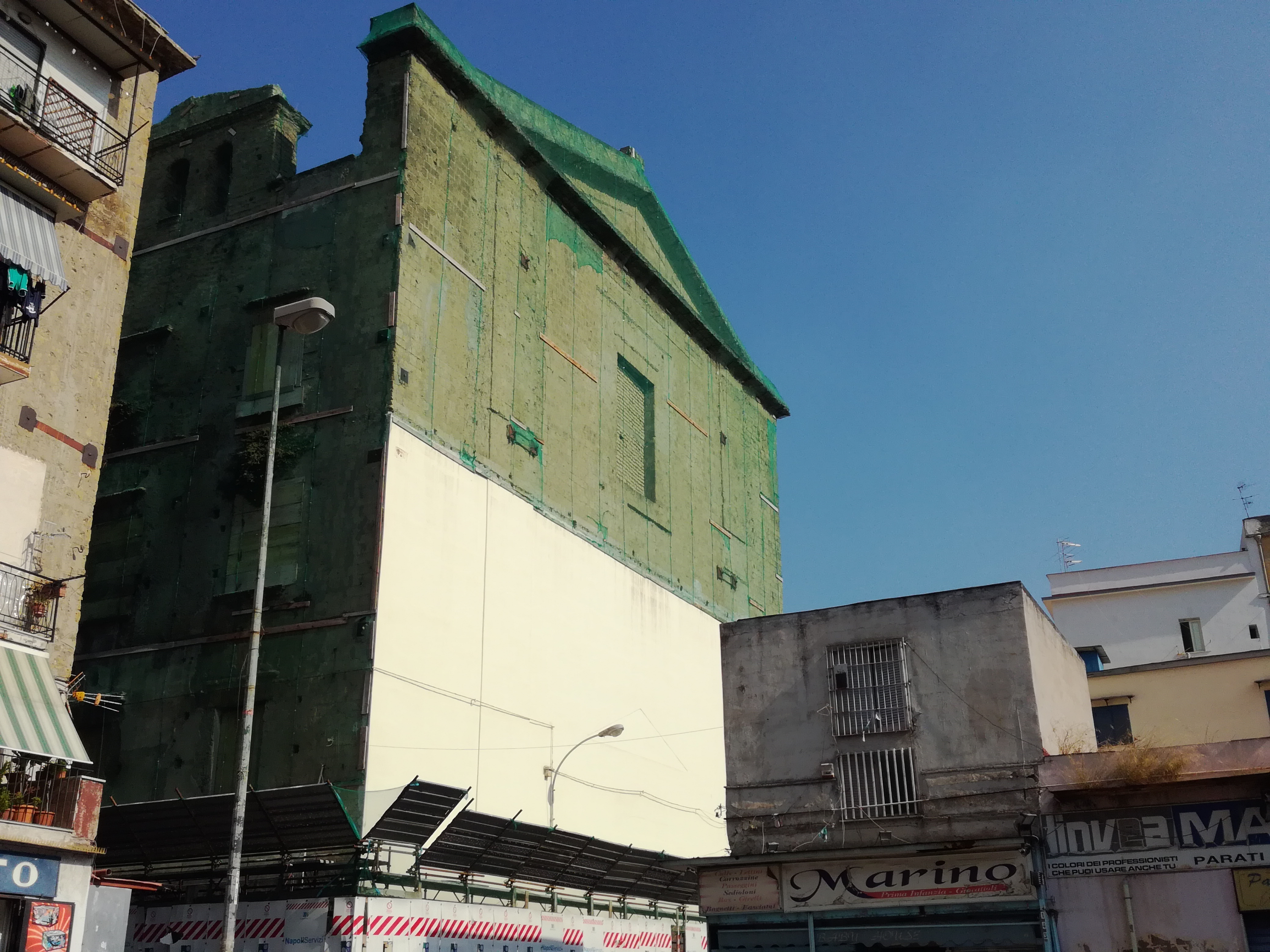
Façade de l'ancienne église privée de son ornementation chrétienne

Le collège Sant'Ignazio al Mercato (en français : Saint-Ignace-au-Marché) est un édifice de Naples comprenant un ancien collège jésuite avec son église, dédiés à saint Ignace de Loyola, fondateur de la Compagnie de Jésus. Il se trouve derrière l'église Santa Croce e Purgatorio al Mercato. C'est aujourd'hui un bâtiment délabré abritant plusieurs associations et institutions, dont le centre associatif de culture islamique Zayd ibn Thabit qui est de facto la mosquée sunnite de Naples.

## Histoire
Les jésuites font construire un collège selon les plans de Pietro Provedi,  jésuite architecte de la province méridionale italienne de la Compagnie, qui construit également l'église du Gesù Vecchio et continue les travaux de l'église du Gesù Nuovo. La construction du collège débute en 1611 et celle de l'église en 1614 avec un plan en croix grecque.
En 1767, les Jésuites sont expulsés de leur collège et du royaume de Naples à cause des édits de Bernardo Tanucci et la Compagnie de Jésus est supprimée par le pape Clément XIV en 1773. Le collège renommé Carminiello al Mercato devient une école primaire de fillettes et une école professionnelle de couture pour jeunes filles.
Aujourd'hui l'ensemble abrite un institut professionnel, l'I.P.S.C.T. Isabella D'Este, dont les locaux sont restaurés en 2011; mais l'ancienne église et le cloître fortement remaniés autrefois ne bénéficient pas de ces travaux et sont dans un état de grave délabrement. Certains locaux abritent plusieurs associations, ainsi que le centre islamique Zayd ibn Tahit constituant de facto la mosquée principale de Naples. Une partie est aussi réservée à l'association A.N.G.L.A.D. (Associazione Nazionale Genitori Lotta alla Droga), association parentale de lutte contre la toxicomanie.

## Source de la traduction
- (it) Cet article est partiellement ou en totalité issu de l’article de Wikipédia en italien intitulé « Complesso del Carminiello al Mercato » (voir la liste des auteurs).